# Mikulin (powiat kraśnicki)
Mikulin – wieś w Polsce położona w województwie lubelskim, w powiecie kraśnickim, w gminie Kraśnik.
| SIMC    | Nazwa | Rodzaj  |
| ------- | ----- | ------- |
| 0383805 | Góry  | kolonia |

W latach 1975–1998 miejscowość należała administracyjnie do województwa lubelskiego.
Wieś stanowi sołectwo gminy Kraśnik. Według Narodowego Spisu Powszechnego (III 2011 r.) wieś liczyła 133 mieszkańców. 